# Pitthea famula
Pitthea famula är en fjärilsart som beskrevs av Dru Drury 1773. Pitthea famula ingår i släktet Pitthea och familjen mätare. Inga underarter finns listade i Catalogue of Life.